# Tereza Nvotová
Tereza Nvotová (n. 22 ianuarie 1988, Trnava, Republica Socialistă Cehoslovacia, Slovacia) este o regizoare de film din Slovacia.

## Biografie
Este fiica actriței Anna Šišková și a regizorului de film  Juraj Nvota.

## Filmografie
- 10 reguli (10 pravidel jak sbalit holku, 2014)

## Legături externe
- Tereza Nvotová la Internet Movie Database

## Vezi și
- Listă de regizori slovaci